# Zubeida
Zubeida, parfois orthographié Zubaida, mariée sous le nom Zubeida Begum Dhanrajgir, est une actrice indienne née en 1911 et morte en 1988. Au sommet de sa carrière entre 1924 et 1936, elle est surtout connue pour avoir incarné en 1931 le rôle principal d'Alam Ara, le premier film parlant indien.

## Biographie
Zubeida, née à Surate en 1911, est comme ses deux sœurs, Sultana et Shehzadi, la fille illégitime de Fatima Begum, une actrice de théâtre Ourdou, et d'Ibrahim-Mohammed-Yakut Khan III, le nawab de la principauté de Sachin. Ses parents ne se sont pas mariés et son père ne les a pas reconnues.  
Fatima Begum et sa fille aînée Sultana font leurs débuts au cinéma dans Veer Abhimanyu en 1922. Zubeida les rejoint devant la caméra en 1924. 

### Cinéma muet
Zubeida commence sa carrière d'actrice avec sa mère et sa sœur Sultana dans Gul-E-Bakavali pour le studio Kohinoor en 1924. Elle n'a que 14 ans à la sortie du film, et tient pourtant le rôle central dans cette fantaisie orientale en costume inspirée d'un conte persan. Le film est un très grand succès restant à l'affiche 14 semaines d'affilée. Cette même année, elle participe avec sa mère et sa sœur Sultana à Prithvi Vallabh, une très grosse production en costume du studio Ashoka Pics tournée à Baroda avec le soutien du maharaja. Toujours en 1924, elle incarne le personnage principal de Sardarba dans Sati Sardarba pour Saraswati Film. Ces deux films sont d'importantes réussites commerciales. 
Contrairement à l'usage de l'époque, Zubeida ne travaille pas exclusivement pour un seul studio. Elle ne joue ainsi que dans six films pour le studio Kohinoor. Après Desh na Dushman en 1925, elle suit Manilal Joshi avec qui elle avait tourné dans Prithvi Vallabh. Il prend en 1925 la direction de Laxmi Films, une filiale de Kohinoor située comme Ashoka Pics à Baroda, et c'est dans ce nouveau studio qu'il la dirige dans quatre films où elle est opposée à Raja Sandow. L'année suivante, Fatima Begum fonde Fatma Film Corporation et devient la première femme productrice, réalisatrice et scénariste du cinéma indien. Ses filles Zubeida et Sultana jouent dans sa première production Bulbul-e-Paristan, une ambitieuse fantaisie en costume. 
Elle n'a pas encore 20 ans mais elle est déjà une vedette importante d'une industrie en plein essor. Elle incarne très souvent une innocente courtisane dans des fantaisies en costume. On la décrit comme une « authentique princesse musulmane » mais cela ne l'empêche pas de jouer dans de nombreux films d'inspiration hindouiste. Elle est ainsi Aparna une mendiante dans Balidan qui sort en 1927. Ce film, tiré d'une pièce de Rabindranath Tagore, l'oppose à Sulochana qui incarne la reine Gunavati dans une histoire qui évoque les sacrifices rituels dans les temples hindous. Zubeida est également une amoureuse tragique dans des drames éternels. Elle est ainsi Laila dans le Laila Majnu de Manilal Joshi en 1927, et Heer dans le Heer Ranjah de Fatima Begum en 1928.   
Le genre des films dit sociaux, c'est-à-dire qui traitent de sujets actuels, est en plein essor à la fin des années 1920. Zubeida ne reste pas à l'écart de cette tendance et joue par exemple dans Nanand Bhojai en 1927, Soneri Teri en 1928 ou Diwani Duniya en 1931.   

### Le premierTalkie

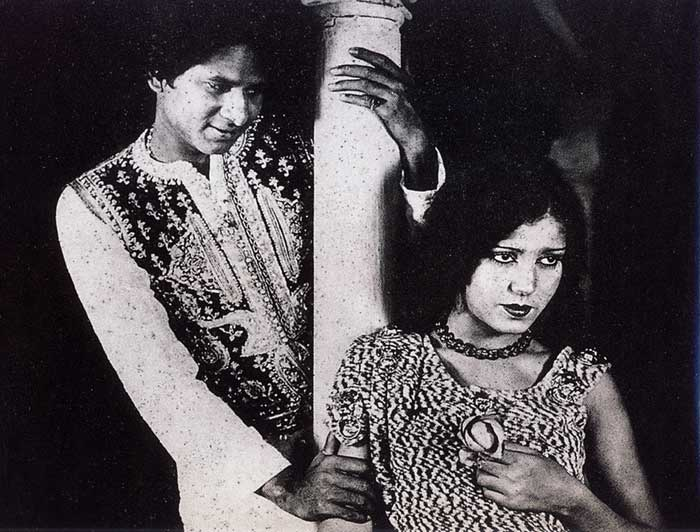
Zubeida et Master Vithal dans Alam Ara (1931)

La course au premier film parlant commence en 1930 en Inde. Ardeshir Irani, le patron du studio Imperial Movietone, importe du matériel occidental et se lance dans la production. Sulochana est la vedette d'Imperial mais elle est anglo-indienne et ne parle pas bien hindi, elle ne peut donc être retenue. Dans le même temps, Zubeida travaille toujours de studio en studio et se trouve alors sous contrat avec Sagar Movietone, une filiale d'Imperial Movietone fondée deux ans auparavant. Ardeshir Irani l'engage pour le rôle-titre d’Alam Ara qui sort en grande pompe au Majestic de Bombay le 14 mars 1931. Elle entre ainsi dans l'histoire en étant la première actrice indienne à faire entendre sa voix aux spectateurs. La critique d’Alam Ara est sévère mais le public se précipite pour voir ce film en costume adapté d'une pièce du théâtre parsi. Zubeida gagne le surnom de « Talkie Queen », la reine qui parle. Mais elle chante également, interprétant par exemple Badla Dilwayega Ya Rabb, une des sept chansons d’Alam Ara.

### Cinéma parlant
Zubeida  participe ensuite aux premiers films parlants de Sagar Movietone. Le couple qu'elle formait avec Master Vithal dans Alam Ara est recréé pour Meri Jaan, puis elle partage la tête d'affiche avec Yakub dans Veer Abhimanyu toujours en 1931. Zubeida est alors une importante vedette obtenant des salaires très élevés. Elle poursuit avec Sagar Movietone et joue dans Zarina qui sort en 1932. Cette tragédie adaptée d'une pièce de Niranjan Pal met en scène Zubeida dans le rôle d'une artiste de cirque amoureuse d'un homme riche interprété par Jal Merchant, tandis que Yakub cherche à s'interposer entre les deux amants. Le film attire l'attention pour sa facture occidentale qui amène Zubeida à porter des tenues légères, ainsi que pour les nombreux baisers échangés à l'écran. Il n'est pas censuré mais Zarina est probablement le dernier film indien avant des décennies montrant des baisers de cinéma.      
Elle joue encore dans quelques films en costume pour Sagar Movietone dont Mahabharat de Nanubhai Vakil en 1933 dans lequel elle interprète le personnage de Draupadi. Cette même année, Zubeida fonde avec lui son propre studio, Mahalaxmi Cinetone et enchaîne les tournages. Elle est l'héroïne, Nanubhai Vakil le réalisateur. Le film le plus notable de cette période est Rashk-e-Laila où Zubeida incarne une fois de plus une gitane dans une fantaisie orientale inspirée des Mille et Une Nuits. Mais le succès populaire n'est pas au rendez-vous et le studio ferme ses portes en 1935. Zubeida tourne encore quatre films qui sombrent dans l'oubli, s'éloigne des écrans pendant neuf ans puis revient pour quatre derniers films qui ne marquent pas les esprits. Elle quitte définitivement la scène en 1948.      

### Vie privée
Le maharaja Narsingir Dhanrajgir Gyan Bahadur épouse Zubeida en secondes noces en 1930, après qu'elle s'est convertie à l'hindouisme. Elle entre ainsi dans la très riche famille Dhanrajgir d'Hyderabad. Elle a trois enfants Humayun, Huma et Durreshwar. L'aîné, Humayun, né en décembre 1936, effectue une importante carrière dans l'industrie pharmaceutique. Début 2016, il est à la tête de la maison Dhanrajgir.
Zubeida se consacre à sa famille après s'être retirée du cinéma et n’apparaît dès lors que très rarement en public. En 1981 cependant, elle assiste à la cérémonie du cinquantenaire d’Alam Ara et reçoit un prix des mains d'Indira Gandhi. Elle meurt entourée des siens à Bombay en 1988.

## Filmographie

### Films muets

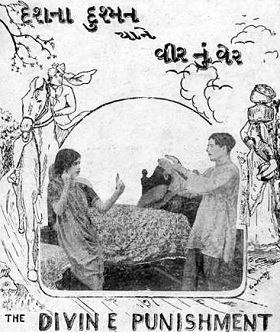
Zubeida dans The Divine Punishment (1925)

- 1924 : Gul-E-Bakavali de Kanjibhai Rathod
- 1924 : Manorama / Hridaya Triputi de Homi Master
- 1924 : Prithvi Vallabh / The Lord Of Love And Power de Manilal Joshi
- 1924 : Sati Sardarba de Nanubhai Desai
- 1925 : Desh na Dushman / Divine Punishment / Veerna Ver de Manilal Joshi (ressorti en 1929)
- 1925 : Devdasi / The Bride Of God / Temple Maid de Manilal Joshi
- 1925 : IndraSabha / Sabzapari de Manilal Joshi
- 1925 : Kala Chor / Black Thief de Manilal Joshi
- 1925 : Kandani Khavis / Noble Scamp de Manilal Joshi
- 1925 : Ra Navghan / Vir Pasali de B.P. Mishra
- 1925 : Rajnagar Ni Rambha de Homi Master
- 1925 : Sati Simantini de Manilal Joshi
- 1926 : Abola Rani / Queen That Would Not Speak de Shamal Bhatt
- 1926 : Bulbul-e-Paristan de Fatima Begum
- 1926 : Indrajal / Missing Bracelet / Swarga Kankan de B.P. Mishra
- 1926 : Kashmeera / Dushman Ni Dikri de Manilal Joshi
- 1926 : Raja Bhoj / Trial of Destiny / Kismet Ka Khel de Dinshah J. Jhaveri
- 1926 : Sati Menadevi / Bolto Lekh de P.J. Jhaveri
- 1927 : Balidan / Sacrifice de Naval Gandhi
- 1927 : Laila Majnu de Manilal Joshi
- 1927 : Nanand Bhojai / The Victim of Society de Manilal Joshi
- 1928 : Chamakti Chanda de M. Udwadia
- 1928 : Heer Ranjah de Fatima Begum
- 1928 : Samrat Ashok / Emperor Ashok de B.P. Mishra
- 1928 : Soneri Toli / Golden Gang de K.P. Bhave
- 1929 : Jay Bharati / Young India de B.P. Mishra
- 1929 : Kanak Tara de Fatima Begum
- 1929 : Mahar Sunder
- 1929 : Milan Dinar / Prem Ki Kasoti de B.P. Mishra
- 1929 : Nasib Ni Devi / Goddess of Luck de Fatima Begum
- 1929 : Shahi Chor / Wonderful Price de Janibabu
- 1930 : Devdasi / Bride of Gods / Temple Maid de Naval Gandhi
- 1930 : Garva Khandan / Fall of Pride de Jayant Desai
- 1930 : Jobanna Jadu / Love Angle de Jayant Desai
- 1930 : Veer Rajput / Rajput Chivalry de Naval Gandhi
- 1931 : Diwani Duniya / Underworld de Naval Gandhi
- 1931 : Hoor-e-Misar / Land of Pyramids de Prafulla Gosh
- 1931 : Karmano Kaher / Toll of Destiny de Pessi Karani
- 1931 : Mithi Churi / Eye for an Eye de Madanrai Vakil
- 1931 : Nadira de Naval Gandhi
- 1931 : Rupsundari / Wages of Sin
- 1934 : Harijan / Untouchable de Naval Gandhi (film réalisé en 1931)

### Films parlants

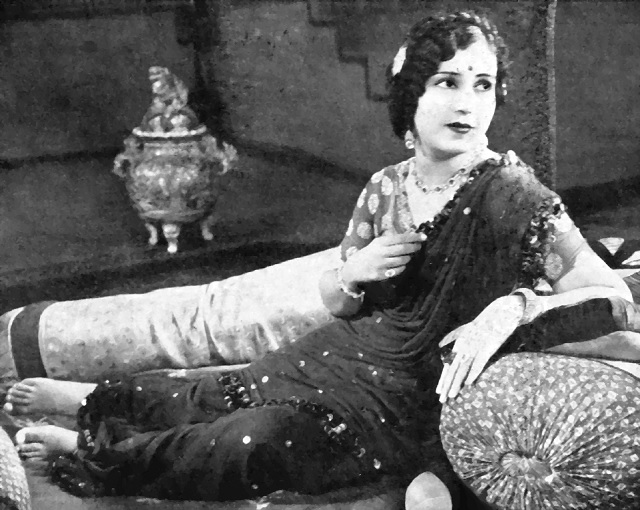
Zubeida dans Seva Sadan (1934)

- 1931 : Alam Ara / Jewel of the World d'Ardeshir Irani
- 1931 : Meri Jaan / Romantic Prince de Prafulla Ghosh
- 1931 : Veer Abhimanyu de Prafulla Ghosh
- 1932 : Meerabai de Ramnik Desai
- 1932 : Subhadra Haran de Prafulla Ghosh
- 1932 : Zarina de Ezra Mir
- 1933 : Bulbul-e-Punjab de Nanubhai Vakil
- 1933 : Mahabharat de Nanubhai Vakil
- 1933 : Pandav Kaurav de Nanubhai Vakil
- 1934 : Adil-E-Jehangir de K. Sardar
- 1934 : Gul Sanobar de Homi Master[note 8]
- 1934 : Nanand Bhojai de Nanubhai Vakil
- 1934 : Nand Ke Lala de Nanubhai Vakil
- 1934 : Rashk-E-Laila de Nanubhai Vakil
- 1934 : Seva Sadan / Bazaar-e-Husn de Nanubhai Vakil
- 1935 : Birbal Ke Beti de Nanubhai Vakil
- 1935 : Gulshan-E-Alam de Nanubhai Vakil
- 1936 : Laylo Nehar de R.J. Ashar
- 1936 : Maa de Prafulla Ghosh
- 1936 : Mr. & Mrs. Bombay de Nanubhai Vakil
- 1937 : Aurat Ki Zindagi de F.R. Irani
- 1937 : Devdas de P.C. Barua[note 9]
- 1937 : Kiski Pyari de Akhtar Nawaz
- 1946 : Badnami de Majnu
- 1946 : Mohabbat Ki Duniya de Nanubhai Vakil
- 1946 : Paraye Bas Mein de Daud Chand
- 1948 : Nek Dil de S.R. Desai